# Jérémy Ménez
Jérémy Ménez (* 7. Mai 1987 in Longjumeau) ist ein ehemaliger französischer Fußballspieler.

## Karriere

### Verein
Ménez kommt aus der Talentschmiede des FC Sochaux. Für diesen war er zwischen 2004 und 2006 aktiv, ehe er im Sommer 2006 zum AS Monaco wechselte. Für Sochaux konnte er in 55 Spielen insgesamt sieben Tore erzielen. Für einen Vereinswechsel überwies Monaco 3,5 Millionen € und stattete ihn mit einem Vertrag bis 2010 aus. Menez brachte es diese Saison zwar auf 27 Einsätze, konnte aber nur drei Treffer erzielen. Er ist der jüngste Hattrick-Torschütze in der Ligue 1 sowie der jüngste Spieler des Monats in der französischen Eliteklasse.
Er wechselte am 28. August 2008 zum italienischen Spitzenverein AS Rom. Die Ablösesumme betrug etwa 14 Millionen Euro. Rund 10 % davon gehen an den FC Sochaux, da dies vertraglich festgelegt war. Er unterschrieb beim italienischen Hauptstadtclub für vier Jahre. Im Juli 2011 kehrte Ménez nach Frankreich zurück und unterschrieb einen Vertrag beim Erstligisten Paris Saint-Germain. Mit Saint-Germain holte er in der Spielzeit 2012/13 und 2013/14 den Meistertitel. Zudem 2014 den französischen Ligapokal. Im Juni 2014 unterschrieb er einen Dreijahresvertrag beim AC Mailand. Ab August 2016 spielte er dann eine Saison für Girondins Bordeaux. Von Juni 2017 bis Ende Jahr stand er bei Antalyaspor in der Türkei unter Vertrag.
Im Januar 2018 unterzeichnete er einen Vertrag beim mexikanischen Erstligisten Club América. Mit dem Hauptstadtklub holte er in der gleichen Saison den Meistertitel, die Copa México und den mexikanischen Superpokal, die Campeón de Campeones. Im Superpokal verwandelte er im Elfmeterschießen sicher seinen Versuch. Während der Vorbereitung auf die Saison 2018/19 erlitt er während eines Freundschaftsspieles eine Kreuzbandverletzung, wegen der er praktische die komplett Saison verpasste. Ende August 2019 wurde sein Vertrag im gegenseitigen Einvernehmen aufgelöst. Nach kurzer Vereinslosigkeit schloss er sich Ende September 2019 dem französischen Zweitligisten Paris FC an. Am 23. Juni 2020 unterzeichnete Ménez einen Dreijahresvertrag beim Serie-B-Verein bei Reggina 1914. Zur Saison 2023/24 wechselte der Franzose zum Ligarivalen SSC Bari. Dort absolvierte er bis zum folgenden März zehn Ligaspiele und beendete nach kurzer Vereinslosigkeit im September 2024 seine aktive Karriere.

### Nationalmannschaft
Mit der U-17 wurde Ménez 2004 Europameister. Er war U-21-Nationalspieler seines Landes und absolvierte auch schon ein Spiel für die B-Nationalmannschaft Frankreichs. Im Januar 2008 wurde er das erste Mal durch Raymond Domenech in den A-Kader berufen, kam aber nicht zum Einsatz. Ab 2010 berief ihn Domenech-Nachfolger Laurent Blanc regelmäßiger, und Jérémy Ménez stand auch bei der Europameisterschaft 2012 in der französischen Elf.

## Erfolge

### Nationalmannschaft
- U-17 Europameister: 2004

### Verein

#### Paris Saint-Germain
- Französischer Meister: 2012/13, 2013/14
- Französischer Ligapokalsieger: 2013/14

#### Club América
- Mexikanischer Meister: 2018/19
- Mexikanischer Pokalsieger: 2018/19
- Mexikanischer Supercupsieger: 2019